# Yaba (Lagos)
Yaba é um subúrbio de Lagos, Nigéria. As instituições de ensino superior na área são  Queen's College, o Nigerian Institute of Medical Research, o Yaba College of Technology, Igbobi College, e a Universidade de Lagos, o Federal Science and Technical College, e o Federal College of Education.
Yaba tem um dos locais de mercado mais movimentados em Lagos, conhecido como Tejuosho Market, Nigéria. O antigo mercado de Tejuosho foi demolido em 2008 e reconstruído em um moderno complexo de compras até o final de 2014. Bem em frente ao mercado de Yaba há um hospital psiquiátrico conhecido por muitos lagosianos como Yaba Left por muitos